# Зъхна
Зъ̀хна или Зъ̀хненско (на гръцки: Ζίχνη, Зихни) е историко-географска област в Егейска Македония, Гърция. В административно отношение днес областта е част от дем Зиляхово. Зъхна обхваща югоизточната част на Сярското поле, между планините Кушница и Сминица. През нея протича река Драматица (Ангиста).

## Етимология
Според българския учен Йордан Н.Иванов името Зъхна може би произлиза от жъг-, жег- и диалектното жег – жега, пек, на старобългарски жьгѫ, жегѫ и завършек като този на зъхненското село Клепушна (Агряни). Промяната на началното ж в з може би е дошла под гръцко влияние.

## История
Областта носи името на малкия градец Зъхна, който през Средновековието е административен и епископски център на района. В изворите се споменава за зъхненски епископи. Ктиторът и основател на манастира „Свети Йоан Предтеча“, край град Сяр, е зъхненският епископ Йоан.
По време на османското нашествие в края на XIV век, градът е разрушен и се превръща в малко село. Като регионално средище се издига съседното Зиляхово, което през XIX век е център на кааза в Серския санджак. До началото на XX век Зиляховската кааза се именува с името Зъхна. Гръцкият просвещенец Атанасиос Псалидас пише в своята „География“ (1818 - 1822), че Сихна е населявана от турци, българи и гърци. Според гръцка статистика от 1866 година Епархия Зъхна е населена от 14 400 жители гърци, 5275 турци и 8825 българи. Според „Етнография на вилаетите Адрианопол, Монастир и Салоника“, издадена в Константинопол в 1878 година и отразяваща статистиката на населението от 1873 година, в каазата Зъхна (Caza de Zihna) живеят всичко 5732 домакинства с 2551 жители мюсюлмани, 7241 българи, 6118 гърци и 577 власи. В 1889 година Стефан Веркович (Топографическо-этнографическій очеркъ Македоніи) отбелязва в казата 1606 български, 2041 гръцки, 514 гагаузки и 1116 турски къщи.
В 1891 година Георги Стрезов пише:
| „ | В 48-те села има 6148 къщи и 35 610 жители. От тия села 4 са гагаузки, 18 български, 14 гръцки и 12 турски. | “ |

Според статистиката на Васил Кънчов, към 1900 година в каазата живеят общо 42407 жители от които 16290 българи-християни, 6260 турци, 14005 гърци, 37 арнаути-християни, 710 власи, 1205 цигани и 3900 гагаузи.
По данни на секретаря на Българската екзархия Димитър Мишев през 1905 година в Зиляховска кааза живеят 21232 българи, от които 12920 патриаршисти-гъркомани и 8312 екзархисти, 17480 гърци, 432 власи и 3048 гагаузи. В каазата фунционират 3 начални български училища с 4 учители и 223 ученици, както и 39 начални гръцки училища с 49 учители и 1850 ученици.
Съгласно статистическите изследвания на Йордан Иванов през 1912 година в Зъхненска кааза живеят общо 36090 жители от които 9000 българи, 6500 турци, 16400 гърци, 375 власи, 35 албанци и 420 цигани и 3360 гагаузи.
До 1912 година от всичко 48 села в каазата Зъхна, 4 са гагаузки, 18 български, 6 гръцки (по произход български), 8 със смесено население (българи, гърци, турци, гагаузи) и 12 турски. По-малко българи е имало в големите села отвъд река Ангиста, като Витачища, Ангиста, Радолиово, Кюпкьой, Кормища и други. През средновековието населението на тези села е било само българско, но впоследствие е започнало бързо да се гърчее.
В 1927 година Зиляхово е прекръстено на Неа Зихни, в превод Нова Зъхна. Вече заличеното село Зъхна и развалините на средновековната крепост, са известни като Палеа Зихни (Παλαιά Ζίχνη), в превод Стара Зъхна.